# كويلة بورنيونية
كويلة بورنيونية (الاسم العلمي: Coilia borneensis) (بالإنجليزية: Bornean grenadier anchovy)‏ هي نوع من الأسماك تتبع جنس الكويلة من الفصيلة البلمية.